# 1961年の中日ドラゴンズ
1961年の中日ドラゴンズでは、1961年の中日ドラゴンズにおける動向をまとめる。
この年の中日ドラゴンズは、濃人渉監督の1年目のシーズンである。

## 概要
1952年から9年にわたりオーナーを務めた小山龍三が退任し、中日新聞社長に復帰した与良ヱが新オーナーとなった。
2リーグ分裂後初のBクラス転落の責任を取って杉下茂前監督が辞任すると、前年に二軍監督として中日入りした濃人渉がこの年から就任。ユニフォームは杉下監督時代のエビ茶色が継承された。濃人新監督は江藤慎一や前田益穂など若手選手の刺激になるべく、巨人の与那嶺要や阪急から河野旭輝を自由契約や交換トレードで獲得。投手陣では権藤博や南海を自由契約の柿本実が入団し、河村保彦や板東英二らと強力ローテーションを形成し、権藤が35勝、開幕投手の板東が12勝、河村が13勝をあげてチーム勝ち星の大半を稼いだ。打撃陣は濃人の社会人時代の教え子である江藤慎一がチームトップの20本塁打を放ち、森徹・中利夫もそれなりの成績を残したが、前年初打席初本塁打を放ち、2年目の飛躍が期待された高木守道が打率2割台前半に終わり、巨人から移籍の与那嶺も往年の打撃には程遠く打率1割台になるなど明暗が分かれた。チームは開幕から巨人や国鉄と終始Aクラスを争い、9月に国鉄が脱落すると巨人とのマッチレースとなったが最後は引き分けの差に泣き、2位に終わった。チームは2位に滑り込んで順調にいくかと思われたが、シーズン途中で主力選手が濃人派と反濃人派に割れ、最終的に親会社の中日新聞社（及び兄弟会社の東海テレビ放送・中部日本放送）や中日系以外のマスコミ、一般野球ファンまで巻き込んだ大騒動に発展する。

## チーム成績

### レギュラーシーズン
| 1 | 中 | 中利夫   |
| 2 | 二 | 井上登   |
| 3 | 一 | 与那嶺要 |
| 4 | 右 | 森徹     |
| 5 | 左 | 江藤慎一 |
| 6 | 遊 | 河野旭輝 |
| 7 | 三 | 前田益穂 |
| 8 | 捕 | 吉沢岳男 |
| 9 | 投 | 板東英二 |

| 順位 | 4月終了時 | 4月終了時 | 5月終了時 | 5月終了時 | 6月終了時 | 6月終了時 | 7月終了時 | 7月終了時 | 8月終了時 | 8月終了時 | 9月終了時 | 9月終了時 | 最終成績 | 最終成績 |
| ---- | --------- | --------- | --------- | --------- | --------- | --------- | --------- | --------- | --------- | --------- | --------- | --------- | -------- | -------- |
| 1位  | 中日      | ---       | 中日      | ---       | 国鉄      | ---       | 巨人      | ---       | 中日      | ---       | 巨人      | ---       | 巨人     | ---      |
| 2位  | 国鉄      | ---       | 国鉄      | 0.0       | 巨人      | 1.5       | 国鉄      | 4.5       | 巨人      | 1.0       | 中日      | 3.5       | 中日     | 1.0      |
| 3位  | 巨人      | 2.0       | 巨人      | 0.5       | 中日      | 2.5       | 中日      | 5.5       | 国鉄      | 2.5       | 国鉄      | 6.5       | 国鉄     | 5.5      |
| 4位  | 広島      | 2.5       | 広島      | 6.5       | 広島      | 10.0      | 広島      | 15.5      | 広島      | 14.0      | 阪神      | 16.5      | 阪神     | 12.5     |
| 5位  | 阪神      | 4.5       | 大洋      | 8.5       | 阪神      | 12.0      | 大洋      | 18.0      | 阪神      | 15.0      | 広島      | 16.5      | 広島     | 13.5     |
| 6位  | 大洋      | 6.0       | 阪神      | 8.5       | 大洋      | 13.0      | 阪神      | 19.5      | 大洋      | 18.5      | 大洋      | 23.0      | 大洋     | 21.5     |

| 順位 | 球団             | 勝 | 敗 | 分 | 勝率 | 差   |
| 1位  | 読売ジャイアンツ | 71 | 53 | 6  | .573 | 優勝 |
| 2位  | 中日ドラゴンズ   | 72 | 56 | 2  | .563 | 1.0  |
| 3位  | 国鉄スワローズ   | 67 | 60 | 3  | .528 | 5.5  |
| 4位  | 阪神タイガース   | 60 | 67 | 3  | .472 | 12.5 |
| 5位  | 広島カープ       | 58 | 67 | 5  | .464 | 13.5 |
| 6位  | 大洋ホエールズ   | 50 | 75 | 5  | .400 | 21.5 |

## オールスターゲーム1961
| コーチ     | 濃人貴実 |        |          |
| ファン投票 | 森徹     |        |          |
| 監督推薦   | 西尾慈高 | 権藤博 | 江藤慎一 |

## 表彰選手
| リーグ・リーダー | リーグ・リーダー | リーグ・リーダー | リーグ・リーダー |
| 選手名           | タイトル         | 成績             | 回数             |
| ---------------- | ---------------- | ---------------- | ---------------- |
| 権藤博           | 新人王           |                  |                  |
| 権藤博           | 最優秀防御率     | 1.70             | 初受賞           |
| 権藤博           | 最多勝利         | 35勝             | 初受賞           |
| 権藤博           | 最多奪三振       | 310個            | 初受賞           |
| 権藤博           | 沢村賞           |                  | 初受賞           |

| ベストナイン | ベストナイン | ベストナイン |
| 選手名       | ポジション   | 回数         |
| ------------ | ------------ | ------------ |
| 権藤博       | 投手         | 初受賞       |
| 河野旭輝     | 遊撃手       | 初受賞       |
| 江藤慎一     | 外野手       | 初受賞       |